# Candy (Paolo Nutini)
Candy è un brano musicale del cantante britannico Paolo Nutini, registrata per l'album Sunny Side Up, dal quale il brano è stato estratto come primo singolo nel 2009.

## Il singolo
Candy è stata scritta, prodotta ed interpretata da Paolo Nutini, ed è stata pubblicata il 5 giugno 2009 come singolo principale dell'album Sunny Side Up, secondo lavoro del cantautore scozzese. Il brano ha ottenuto una buona accoglienza in Inghilterra, Irlanda, Svizzera e Italia, dove è riuscito ad entrare nelle classifiche dei venti singoli più venduti.

## Il video
Il video musicale prodotto per Candy, girato a L'Avana, Cuba, è stato diretto da Nez e prodotto da Georgina Filmore. Nonostante la location cubana, la storia del video mostra un tipico matrimonio messicano, in cui gli sposi e gli invitati danzano e festeggiano allegramente all'aperto, mentre su un palco, Nutini interpreta il brano e suona la chitarra, accompagnato dal suo gruppo.

## Tracce
CD-Maxi Atlantic 5051865452225 (Warner) / EAN 5051865452225
1. Candy – 5:00
2. Tricks of the Trade (Live) – 2:48
3. Pencil Full of Lead (Live) – 2:47

## Classifiche
| Classifica (2009) | Posizione più alta |
| ----------------- | ------------------ |
| Regno Unito       | 19                 |
| Irlanda           | 25                 |
| Italia            | 20                 |
| Svizzera          | 10                 |